# Словник Каввас
Словник Каввас — тлумачний словник перської мови, автором якого був Фаджареддін Мобаракшах, відомий також під іменем Фахр Кавас (помер 716 року місячної хіджри). Це перший тлумачний словник перської мови, що написаний в Індії, ймовірно перед 699 роком місячної хіджри. Слова в ньому зібрані за темами і розбиті на п'ять розділів. Через це його також називають «П'ятирозділовий словник» (перс. فرهنگ پنج بخشی, фарханґ-е панджбахші). Більшість записів у ньому запозичені зі словника Лоугат-е форс. Містить якусь кількість термінів з Корану.